# Дубківці
Дубківці ; пол. Dubkowce) — колишнє село в Україні, нині — однойменна вулиця та частина села Раштівців Тернопільської области.

## Історія
Відоме з 1564 р. 
У 1649 р в ході військових дій у Дубківцях знищено 43 господарства. 
Унаслідок 1-го поділу Речі Посполитої село з 1772 р. належало до Гримайлівського повіту Тернопільського округу (від 1867р. – Скалатського повіту) коронного краю Галичина і Лодомерія.  
28 серпня 1884 р. освячено церкву Успіння Пресвятої Богородиці, споруджену з ініціативи священика Гната Гальки. 
Добровольцями УГА стали 4 сімнадцятирічних юнаків із села Іван Дідур, Григорій Ковальчук, Федір Козоріз, Степан Лошній, які загинули. Протягом 1921–1939 рр. село – Скалатського
повіту Тернопільського воєводства. 
19 серпня 1948 р. уповноважений районного шляхового відділу Юрченко за нездачу континґенту вилучив у Анни Мосур корову, теличку, 70 кг житнього зерна та дві брички необмолочених зернових.

## Релігія
Греко-католицький храм збудований в 1884 році. Того ж року священник о. Гнатій Галька, який був першим парохом парафії освятив церкву на честь свята Успіння Пресвятої Богородиці.
Церкву офіційно ніколи не закривали, проте з кінця 1960-х років до 1978 року відправи дозволялися лише у великі свята (Різдво, Йордан, Великдень).

## Парохи
- о. Іван Заневич (адміністратор 1842—1843),
- о. Петро Мацилинський (1843—†1853),
- о. Ігнатій Галька (адміністратор 1853—1854, парох 1854—1903),
- о. Іван Пачовський (адміністратор 1903—1904)
- о. Кирило Левицький (1904—1918),
- о. Орест Лотоцький (адміністратор 1918—1924),
- о. Михайло Присяжний (1924—†1942),
- о. Володимир Микорин (до 1946),
- о. Ярослав Цвігун (1982—1993),
- о. Василь Ковальчук (1993—1998),
- о. Микола Бабик (1998—2001),
- о. Василь Школяр (2001—2005),
- о. Ігор Фута (з грудня 2005).

## Пам'ятники
Фігура на честь скасування панщини 1848 року; 
Символічна могила УСС та воїнам УПА (1991) ; 
Пам’ятний знак полеглим воякам УПА (2007).

## Соціальна сфера
Діяли філії українських товариств «Просвіта» «Рідна школа» та інші.

## Населення
1880 року мешкало 453 особи.

## Відомі люди

#### Народився
Орест Авдикович (1877–1918) — український письменник, педагог, літературознавець. 

#### Проживав і похований
Гнат Галька (1824–1903) (у 1853–1903 рр. парох цього села) — український громадський діяч, священик УГКЦ, фольклорист, публіцист, посол до віденського парламенту й Галицького сойму. 